# De Leeuwenkuil (TROS)
De Leeuwenkuil is een Nederlandse televisieserie van de TROS die in 2013 werd uitgezonden bij Zapp, het kinderblok van Nederland 3. De serie is gebaseerd op de boekenreeks Leeuwenkuil van Paul van Loon en speelt zich af in Burgers' Zoo (in de boeken en de serie Durvers' Zoo), waar Daniel samen met zijn zus Suzina, zijn vader, zijn opa, en zijn kleine zusje Littel tijdens het werk in de dierentuin in allerlei avonturen terecht komt.

## Verhaal
Daniel Durvers en zijn familie hebben een dierentuin. In de dierentuin gebeurt altijd van alles. Er moet schoongemaakt worden, de dieren moeten gevoerd worden, dieren worden ziek, overlijden, of gaan bevallen, en er worden zelfs dieren gestolen. De familie Durvers heeft het er maar druk mee. En dan is er ook nog Pelikaanman, het fictieve hoofdfiguur in de strips die Daniel tekent. Pa Durvers heeft net de dierentuin over genomen van opa Durvers, die denkt dat hij het altijd veel beter weet dan zijn zoon. Maar als opa komt te overlijden, staan ze voor een dilemma: de dierentuin bestaat 100 jaar en dat zou gevierd worden. Pa Durvers weet niet of dit wel door kan gaan, maar dan hoort hij dat zijn vader de koninklijke familie heeft uitgenodigd. Ondertussen vraagt Daniel zich af of hij na zijn vader wel directeur van de dierentuin wil worden. Als zijn vader niet uit zijn woorden komt tijdens een speech voor de koninklijke familie, stapt Daniel het podium op en draagt de speech voor die opa geschreven heeft, en het eindigt met luid applaus.

## Rolverdeling
| Personage      | Acteur            |           |
| -------------- | ----------------- | --------- |
| Daniel Durvers | Redmar Siegertsz  | 1-10      |
| Suzina Durvers | Juna de Leeuw     | 1-10      |
| Pa Durvers     | Michiel de Jong   | 1-10      |
| Ma Durvers     | Lieke Antonisen   | 1-10      |
| Opa Durvers    | Hero Muller       | 1-9       |
| Littel Durvers | Tess Siegertsz    | 1-10      |
| Pelikaanman    | Ad-Just Bouwman   | 1-10      |
| Arianna        | Aiko Beemsterboer | 5-10      |
| Bufo           | Koen Dobbelaer    | 1, 3-5 10 |
| Jayson         | Luciano Hiwat     | 2, 4, 9   |
| Tjardo         | Jelmer Ouwerkerk  | 1-10      |

| Figuranten/Bijrollen | Acteur               | Aflevering |
| -------------------- | -------------------- | ---------- |
| Koning               | Ruben Lürsen         | 10         |
| Koningin             | Margrien van Doesen  | 10         |
| Kroonprins Ferdinand | Teun Stokkel         | 10         |
| Hofdame              | Esther Pierweijer    | 10         |
| Beveiliger           | Ronald van Gelderen  | 10         |
| Bezoeker             | Paul van Loon        | 9          |
| Kenny                | Tim Linde            | 8, 6, 5, 3 |
| HALT jongen 1        | Bas van Prooijen     | 8          |
| HALT jongen 2        | Sol Vinken           | 8          |
| HALT jongen 3        | Lars de Weerd        | 8          |
| HALT jongen 4        | Jonah Brouwers       | 8          |
| Tolk                 | Aaron Wan            | 8          |
| Agent 1              | Wout Peters          | 8, 6       |
| Agent 2              | Tim Agter            | 8, 6       |
| Jeugdzorg medewerker | Camilla Siegertsz    | 7, 6       |
| Dierenarts           | Peggy Vrijens        | 5, 1       |
| Maki vrouw           | Kathenka Woudenberg  | 4          |
| Consultant           | Aram van de Rest     | 3          |
| Pelikaanman Kloon    | Phillip van der Eijk | 2          |
| HALT jongen          | Idris Nabil          | 2          |
| HALT jongen          | Tobias Kersloot      | 2          |

## Afleveringen
| Aflevering | Samenvatting |
| ---------- | --- |
| 1          | Tijdens het voeren van de gorilla's ontdekken Daniël en Suzina dat publiekslieveling Safire ziek is. Ze gaan 's nachts bij de gorilla waken in de hoop dat het helpt om haar beter te maken. Als de volgende dag de dierenarts langskomt, neemt ze haar irritante en vervelende zoon Bufo mee. Tegen alle regels en afspraken in plaagt Bufo graag de dieren van het park, maar als hij Daniël en Suzina helpt om de chimpanseeverblijven schoon te maken, blijken in ieder geval de apen slimmer dan gedacht. Ondertussen heeft opa z'n handen vol aan een groep jongeren die een taakstraf hebben en plots op de savanne staan, oog in oog met een woeste neushoorn. |
| 2          | Een groepje HALT-jongeren komt zijn taakstraf uitdienen in Durvers' Zoo. Pa Durvers is namelijk vastbesloten de jongeren een tweede kans te geven. Opa vertrouwt deze jongeren niet echt en geeft Daniël opdracht ze in de gaten te houden. Dit vindt Daniël best ingewikkeld en hij heeft de hulp van Pelikaanman hard nodig. Als de groep jongeren zich baldadig gaat gedragen en ook nog eens de savanne wil oplopen, lijkt Opa zijn gelijk te krijgen. Maar wat doet Daniël? Ondertussen willen de neusberen niet eten en zoekt Littel naar een oplossing. Suzina komt in een gevaarlijke situatie bij de olifanten terecht maar ontdekt dat er ook een andere kant zit aan één van de HALT-jongeren. |
| 3          | Suzina ontdekt dat Bufo toegangskaartjes voor hun boomhut De Leeuwenkuil verkoopt. Als ze hier een stokje voor steekt, willen de kinderen die al betaald hebben hun geld terug. Maar Bufo is helemaal niet van plan om het geld terug te geven. Een achtervolging door Durver's Zoo volgt en de vraag is of Bufo kan ontsnappen. Daniël ontmoet Jayson, een jongen die net als hij van tekenen houdt. Jayson kan geweldig dieren tekenen en Daniël is heel erg onder de indruk , maar vindt het moeilijk om vriendschap te sluiten. Daar weet echter Pelikaanman wel een oplossing voor. Opa moppert op zijn zoon Anton, directeur van het dierenpark, dat hij achter zijn rug om een dure consultant in heeft gehuurd om te kijken wat er beter kan in het park. Opa vindt dat je daar geen buitenstaander voor nodig hebt. Daniël is bang dat opa zijn vader een lesje wil leren. Littel, de jongste telg van de Durver familie, komt met een aparte oplossing als het dwergnijlpaard niet kan poepen. |
| 4          | Suzina ontdekt in de Zoo een achtergelaten tas met daarin een eigenzinnige maki. Er is geen spoor van de eigenaar. Hoewel Pa Durvers er eigenlijk op tegen is, mag het diertje blijven op proef. Als het diertje niet wil eten, zet Suzina alles op alles om de maki te redden. Daniël neemt Jayson mee op een 'tekensafari' door de dierentuin. In zijn enthousiasme om Jayson de mooiste plekken van het park te laten zien, neemt Daniël hem ook mee naar plekken waar hij van z'n vader helemaal niet mag komen. Het is ook Pelikaanman die Daniël overhaalt om met de jeep de gevaarlijke savanne op te rijden en een kijkje bij de leeuwen te nemen. Bufo ziet dat en baalt dat hij niet mee mag. Hij zint op wraak en vertelt het door aan pa Durvers. |
| 5          | Na hun avonturen bij de roofdieren hebben Daniël en Jayson straf van pa Durvers gekregen; het uitmesten van de hokken. Ze weten dat Bufo hen verraden heeft en denken na over hoe ze hem terug kunnen pakken. Suzina ontdekt dat er een indringer is geweest in de Leeuwenkuil. Alles is overhoop gehaald. In eerste instantie verdenkt ze Bufo, maar die blijkt er niets mee te maken te hebben. Omdat Daniël geen tijd heeft, staat Suzina er alleen voor in haar zoektocht naar de dader. Dan loopt ze Tjardo tegen het lijf. Hij biedt zijn hulp aan, maar Suzina weet niet of ze hem wel kan vertrouwen. Hij zit immers niet voor niets in het HALT-programma. De verzorgers krijgen les in hoe je in sommige situaties dieren moet verdoven. Bufo zal Daniël wel even laten zien hoe dat moet. Pelikaanman denkt daar het zijne van en dan zit een ongelukje in een klein hoekje. |
| 6          | Daniël en Suzina ontdekken dat Arianna, het meisje dat ze verborgen houden in De Leeuwenkuil, tegen hen gelogen heeft. Ze is niet op de vlucht voor een Oost-Europese bende, maar 'gewoon' van huis weggelopen. Daniël vindt dat ze het aan hun ouders moeten vertellen, maar Suzina belooft Arianna dat ze haar zullen beschermen. Tjardo geeft Suzina goede raad, maar dan is plots Arianna nergens meer te vinden. Een tapir moet binnenkort op transport, maar pa en opa zijn het niet eens over hoe je de kisttraining van zo'n dier het beste aan kunt pakken. Daniël heeft misschien wel de oplossing. |
| 7          | Daniël en Suzina weten niet wat ze overkomt als ze horen dat Arianna voortaan bij hen komt wonen. De familie Durvers zal wel moeten bewijzen dat ze geschikt zijn als pleeggezin, dus uitstapjes naar de roofdieren en racen door het park zit er even niet in. Ze kunnen namelijk ieder moment gecontroleerd worden. Suzina maakt zich zorgen om Opi, de maki die was achtergelaten in het park. Het dier wordt niet geaccepteerd door de groep en is agressief. Het is de vraag of hij wel kan blijven. Een journaliste meldt zich om een artikel te schrijven over familiebedrijf Durvers' Zoo, maar is het wel een echte journalist? |
| 8          | Er heerst onrust in de dierentuin als er een zeldzame adelaarsrog wordt gestolen uit het roggenbassin. Omdat je alleen met een speciale pas bij de roggen kan komen, zijn alle medewerkers verdacht. En wat opa betreft de HALT-jongeren helemaal. Daniël wordt opgezadeld met een groep Japanse toeristen, die hij een rondleiding moet geven. Hij baalt ervan dat ze alleen foto's maken en niet echt naar de dieren kijken, maar hij verzint een oplossing. Suzina en Arianna ontdekken op het internet iemand die op bestelling wilde dieren kan leveren. Zou dat de opdrachtgever van de roggendief zijn? Ondertussen ontdekt Tjardo wie de èchte dief is... |
| 9          | Het honderdjarig bestaan van Durvers' Zoo staat voor de deur. Iedereen is hard aan het werk om te zorgen dat de dierentuin er piekfijn bij ligt. Pa overweegt de ringelrobben weg te doen, maar opa begint een campagne om ze te houden. Daniël ergert zich aan gasten die hun troep zomaar rond laten slingeren. Dat is niet alleen smerig, maar ook gevaarlijk voor de dieren. Samen met Jayson verzint hij een creatieve oplossing. Littel helpt op haar geheel eigen wijze met het schilderen van de apenverblijven. Opa vertelt Daniël dat hij een mooie toespraak gaat houden op het eeuwfeest. Maar zover is het nog niet... |
| 10         | Verdrietig over de dood van opa wil pa Durvers het eeuwfeest van de dierentuin afblazen. Maar als ze horen dat de koninklijke familie de dierentuin wil bezoeken en dat opa ze heeft uitgenodigd, verandert dat alles. Het feest gaat door. Daniël twijfelt of hij de toespraak van opa, die hij gevonden heeft aan zijn vader moet laten lezen. Die is namelijk al zenuwachtig genoeg omdat de koning komt. Op de grote dag mogen Daniël en Suzina kroonprins Ferdinand rondleiden. Er is alleen één probleem: Ferdinand vindt Bufo een toffe gast en eist dat hij meegaat. Daniël en Suzina zien dat helemaal niet zitten, maar hoe zeg je 'nee' tegen de kroonprins? Als dat maar goed gaat... |